# هیل، هالتون
هیل (به انگلیسی: Hale) یک روستا و محله مدنی در بریتانیا است که در هالتون واقع شده‌است. هیل ۱٬۸۹۸ نفر جمعیت دارد.